# Carex blepharicarpa
Carex blepharicarpa är en halvgräsart som beskrevs av Adrien René Franchet. Carex blepharicarpa ingår i släktet starrar, och familjen halvgräs.

## Underarter
Arten delas in i följande underarter:
- C. b. blepharicarpa
- C. b. dueensis
- C. b. hirtifructus